# 贈位
贈位（ぞうい）とは、生前に功績を挙げた者に対して、没後に位階を贈る制度。追贈、追賜ともいう。官職を贈る場合は贈官（ぞうかん）という（例：贈太政大臣）。

## 制度の変遷

### 近世以前の贈位
天武天皇2年（673年）2月、壬申の乱の功臣であった坂本財が薨じ大臣級の冠位であったことから小紫位を贈られたのにはじまる。その後、百済の沙宅昭明が没して外小紫位を贈られ壬申の乱の功臣や渡来人に対して盛んに贈位が行われるようになった。『養老令』『大宝令』では戦死による贈位の場合、その子・孫への蔭位は、生前の帯位と同等とし、それ以外の贈位の場合、蔭位は通常の位階より一階降して授けることとされた。以後、贈位は亡くなった高位の貴族への恩典として、さらには無実の罪で亡くなった者、或いは派遣途上でなくなった遣唐使の慰霊や名誉回復を目的で行われるようになった。
贈位の場合、通常の位階の上に「贈」の字を加える（例：贈正四位）。また没後に位階を進めることは追陞と呼ばれる。
また僧侶に対しても僧位の贈位が行われた。延長5年12月27日（928年1月27日）には円珍に対し、智証大師の大師号とともに、法印大和尚の僧位が贈られている（智証大師諡号勅書）。

### 近代の贈位
明治時代にも引き続き死者の功績を称える目的で贈位が行われたが、この時期には過去の功業を顕彰する目的で新たに起こされた事業であると評価されている。大日本帝国憲法成立後は贈位は天皇の大権であるとされ、実務は内閣賞勲局が担った。幕末の尊皇攘夷や明治維新で功績を挙げながら亡くなった者、または南北朝時代の南朝方の公卿や武将、勤皇家とされる戦国武将、統治で功績を挙げた大名等が主な対象であった。たとえば長州藩の祖である毛利元就は、正親町天皇即位式をはじめとする献金の功と、子孫である毛利敬親がその意志を継いで朝廷に貢献したことを評価され、正一位を贈位されている。また江戸時代の大名でも徳川光圀、松平定信、上杉治憲、毛利重就、一般では藤原惺窩、前野良沢などが贈位を受けている。贈位は故人に対して行われるものであるが、元騎兵隊士であった内藤秀次は明治44年（1911年）に従五位の贈位を受けたが、その後本人が生存していることが確認された。このため贈位は取り消され、本人には改めて同様の位階が授けられた。
佐藤信淵・頼山陽のように出身地の人々、契沖のように在住していた寺院などの縁故による贈位請願運動もしばしば行われた。間宮林蔵は地理上の功績から東京地学協会が請願を行い贈位が実現した。ただしこうした請願運動が必ず成功したわけではなく、佐倉惣五郎・近松門左衛門・大石良雄への贈位は実現しなかった。贈位が行われると贈位記と沙汰書を携えた策命使が個人の墓前や祭祀が行われている神社で策命文を読み上げ、贈位記を故人の遺族や子孫に手渡す。しかし代表となる子孫が決まらないこともしばしばあり、大正4年（1915年）に行われた武田信玄の贈位の際は、再調査を経た12年後の昭和2年（1927年）にようやく代表となる子孫への伝達式が行われた。
明治28年（1895年）、「戦死者贈位並叙位ノ件」が制定されたのに伴い功績抜群なる軍人が戦死した場合は生前の位階に関わらず従五位以上を贈るものとし、準ずるものは生前の位階を一級ないし二級特進させることとした。明治30年（1897年）、「戦死者贈位並叙位進階内則」では将官は正四位以上、佐官は従五位から正四位の間、尉官は従五位から正五位の間、准士官、下士官、兵卒は従五位を贈るとされた。大正15年（1925年）には『位階令』（大正十五年勅令第三百二十五号）が制定され、第四条「故人ニシテ勲績顕著ナル者ニハ特旨ヲ以テ位ヲ贈ルコトアルヘシ」として法律上にも定められた。位階令は改正を経て、戦後にも継続して運用されている。
文部省維新史料編纂室事務局の田尻佐は、昭和2年（1927年）に『贈位諸賢伝』を刊行し、明治から刊行時点までの贈位者1200人の小伝をまとめている。ただし、田尻がどのような調査によって執筆したかは必ずしも明らかではない。昭和50年（1975年）、近藤安太郎は宮内省の贈位台帳を元にそれ以降から戦後までの贈位者をまとめ、『増補版贈位諸賢伝』を刊行した。及川祥平がこれらから検討を行った結果、明治以降に2371人が贈位を受け、複数回の贈位を受けたものを含む総件数は2405件にのぼる。過去の人物に対する贈位はまとめて行われることが多く、元号ごとの回数は明治期114回、大正期32回、昭和戦前期36回、計182回であった。天皇が臨席する陸軍特別大演習の際に贈位を行うことが慣例となっていたが、これは大正9年（1920年）以降には行わなくなった。その後は即位礼などの国家的慶事に大量の贈位が行われている。

### 戦後
昭和22年（1947年）5月3日、新たな栄典制度ができるまでの間、官吏・議員等に対する叙位・叙勲は一時停止することが閣議決定された。第1次吉田内閣は停止の理由として前年に官等制度が廃止されたため、等級付による叙位が困難になったことと、新憲法制定後には恩賞制度が再考される可能性が高かったことをあげている。5月23日には死没者および退職者に対する叙位は再開された。これにより戦没者を除く死没者に対する叙位・叙勲については存続させる方針がとられ、位階制度そのものについても残置された。内閣総理大臣官房賞勲部長村田八千穗は、昭和27年（1952年）に「従来贈位という制度がございましたが、これは今後も行うことが適当じやないか、そのために位を存置しておきたい」と答弁している。
以降の死没者への位階授与は、基本的に「叙位」という言葉が用いられ、すでに位階を持っていた人物への上位の叙位は「追陞」という言葉が用いられることもあった。これらの「叙位」においては贈位で用いられた「贈」の字は用いられない。一方で昭和35年（1960年）8月15日には終戦時の首相で10年以上前に死去していた鈴木貫太郎に従一位が「贈位」されている。また同年8月30日には明治用水・各務用水開鑿の功労者4名、翌年3月31日には2名の開拓功労者への「贈位」が閣議決定され、特旨によって「贈位」が行われた。
日本国憲法下での叙位は内閣の助言と承認により天皇の国事行為として行われる。勲等・勲章に関しては賞勲局が取り扱うが、叙位に関しては内閣府人事課が取り扱う。叙勲を受けた後に死亡したものに対して哀悼の意をこめて贈られ、団体や役所の推薦を必要とするため、叙位者は政官界の関係者が多く、民間は少ない傾向がある。
昭和38年（1963年）、第2次池田内閣において生存者に対する叙勲が再開されるという閣議決定が行われたが、生存者叙位については再開されなかった。昭和39年（1964年）1月7日には「戦没者の叙位及び叙勲について」が閣議決定され、第二次世界大戦の戦没者に対する叙位・叙勲が復活している。